# Sheriff

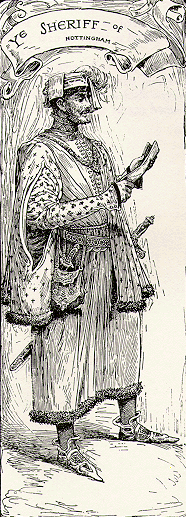
Historischer Sheriff von Nottingham, Buchillustration (1912)

Der Sheriff  (weiblich veraltet Sheriffess) mit polizeilichen Aufgaben ist in der heutigen Zeit Teil des Rechtssystems in Australien, Kanada und den Vereinigten Staaten. In England und Wales ist ein Sheriff ein meist ehrenamtlicher Vertreter eines Shire mit hauptsächlich zeremoniellen und repräsentativen Funktionen. Auch in Indien erfüllen Sheriffs ein Amt ohne polizeiliche Befugnisse. In Irland sind Sheriffs Verwaltungsbeamte und in Schottland erfüllen sie eine richterliche Funktion.

## Begriffsgeschichte
Der Begriff wird vom altenglischen Wort sċīrġerēfa abgeleitet. Sċīr (shire) bezeichnet eine Verwaltungseinheit, vergleichbar mit einer Grafschaft. Im angelsächsischen England war der sċīrġerēfa oder shire-reeve ein hoher Verwaltungsbeamter, vergleichbar mit einem Vogt, wobei reeve (altenglisch gerēfa) verwandt ist mit mittelniederdeutsch greve. Unter den Normannenkönigen, vor allem unter Heinrich I., wurden die Sheriffämter meist mit Männern vergleichsweise einfacher Herkunft besetzt. Sie bildeten die Grundlage für den englischen Landadel, die Gentry.

## Australien
Das Amt des Sheriffs wurde in der damals britischen Kolonie New South Wales im Jahr 1824 mit der Charter of Justice eingeführt. Entsprechend der Charter wurden die Sheriffs vom Gouverneur jeweils am ersten Montag im Januar für eine Amtszeit von einem Jahr ernannt. Sie waren unter anderem verantwortlich für die Vollstreckung höchstgerichtlicher Anordnungen bis hin zur Todesstrafe, die Gefängnisaufsicht sowie Gefangenentransporte. Nach der Abtrennung von Tasmanien, South Australia, Victoria und Queensland wurden jeweils eigene Sheriffs für die neuen Verwaltungseinheiten ernannt. Dasselbe gilt für die ehemaligen Kolonien Süd- und Westaustralien. Diese wurden 1901 durch die Verfassung von Australien zu eigenständigen Bundesstaaten, so dass das Amt des Sheriffs heute in jedem Staat existiert. Inzwischen sind einige frühere Aufgaben in die Verantwortung anderer Behörden übergegangen, so wurde mit der Gefängnisaufsicht das Department of Corrective Services betraut. Die Todesstrafe wurde in Australien gänzlich abgeschafft. Weitere Aufgaben gingen mit dem Inkrafttreten der Verfassung auf das neu geschaffene Amt des Marshals über.
Heute beinhalten die Aufgaben der Sheriffs unter anderem die Zustellung von gerichtlichen Vorladungen und Vollstreckungsbescheiden sowie den Vollzug von Haftbefehlen und Anordnungen sowohl des Obersten Gerichtshofes als auch der Amts-, Bezirks- und Familiengerichte. Sie fungieren außerdem als Gerichtsvollzieher und sorgen für die Sicherheit einer Reihe von Gerichtshöfen.

## Indien
Unter den indischen Städten verfügen Mumbai, Chennai und Kalkutta über Sheriffs. Es handelt sich dabei um ein unpolitisches Amt ohne polizeiliche Befugnisse, das zumeist an prominente Bürger der jeweiligen Stadt zeitlich begrenzt vergeben wird. Die Aufgaben der indischen Sheriffs sind vor allem von repräsentativer Art.

## Irland
In Cork und Dublin sind Sheriffs mit der Durchsetzung zivilrechtlicher Gerichtsbeschlüsse beauftragt, so zum Beispiel mit dem Eintreiben gerichtlich festgelegter Geldstrafen. Außerhalb dieser beiden Städte werden diese Aufgaben von den sogenannten County Registrars wahrgenommen. Darüber hinaus sind die Sheriffs mit der Beobachtung von Wahlen betraut. Weiter gibt es in Irland die im Volksmund so genannten Tax Sheriffs, Beamte des irischen Finanz- und Zollamtes.

## Kanada
Die Zuständigkeit der Sheriffs umfasst in Kanada unter anderem Personenschutz, Gefangenentransporte und den Schutz öffentlicher Gebäude. In der Provinz Alberta kommt außerdem noch die Verkehrsüberwachung hinzu. Eine gesonderte Einheit, die Security and Information Management Unit (SIM), beschäftigt sich mit der Terrorismusabwehr.

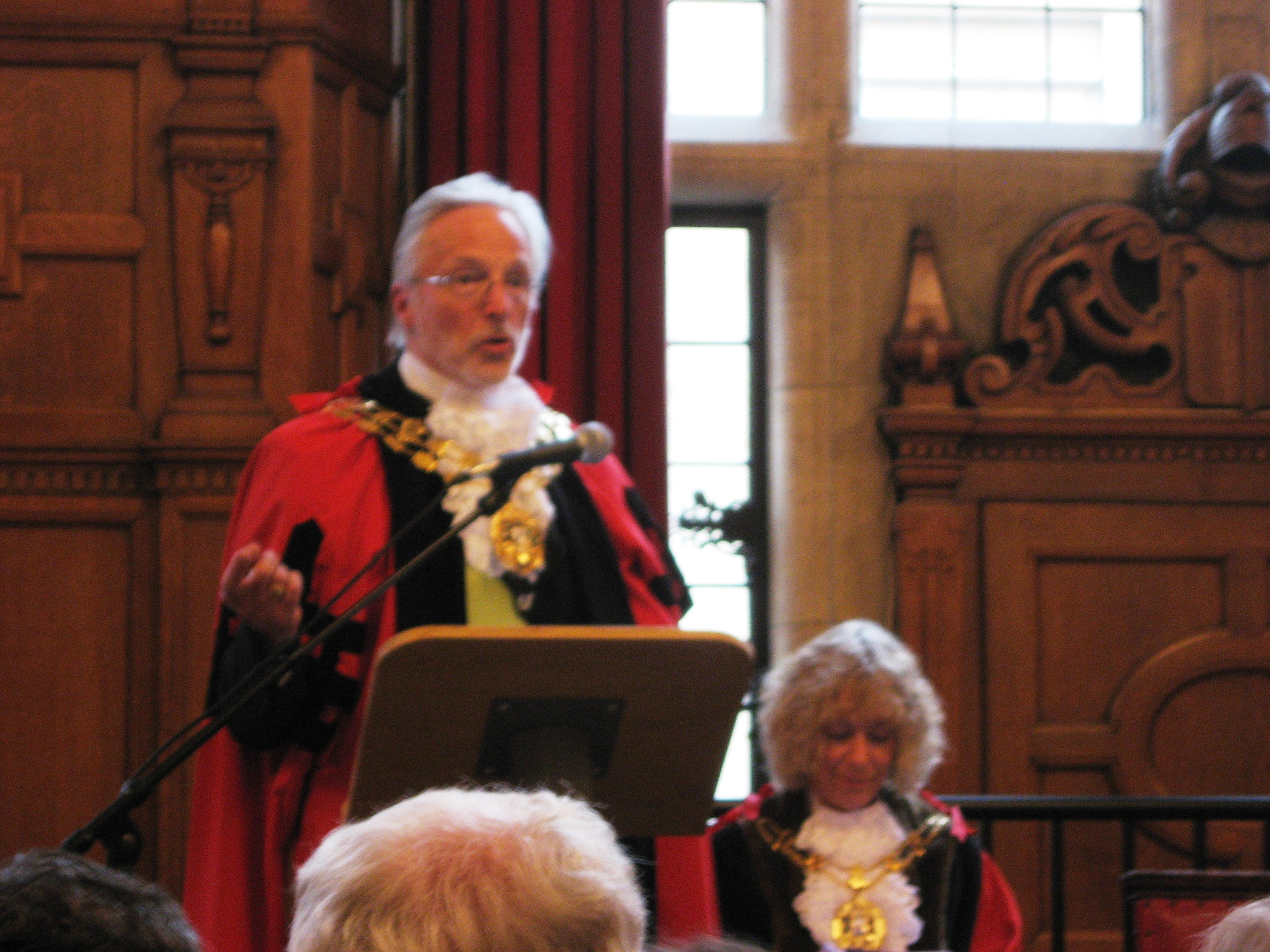
Der Sheriff von Oxford, John Goddard, 2008

## Vereinigtes Königreich

### England und Wales
Das Ehrenamt des High Sheriffs (weiblich High Sheriffess) ist in England und Wales von eher repräsentativer Art und beinhaltet unter anderem:
- die Anwesenheit bei königlichen Visiten,
- auf kommunaler Ebene die Leitung der Parlamentswahlen,
- die Proklamation der Thronbesteigung eines neuen Herrschers,
- die Gewährleistung der persönlichen Sicherheit von Richtern des obersten Gerichtshofes,
- die Aufrechterhaltung der Loyalität der Untertanen zur Krone
- die Aufrechterhaltung von Recht und Ordnung und
- die Anwesenheit bei diversen Zeremonien.

Im Lauf der Zeit sind einige der oben genannten Aufgaben in die Zuständigkeit der Polizei oder anderer Behörden übergegangen, so zum Beispiel der Personenschutz für Richter oder die Aufrechterhaltung von Recht und Ordnung. Trotzdem werden immer noch vor allem solche Personen für dieses Amt ausgewählt, die mit der Arbeit der Polizei oder Justiz vertraut sind, beispielsweise Polizisten, Staatsanwälte oder Richter. Die Ernennung erfolgt durch die Krone. Eine Ausnahme ist Cornwall, wo der High Sheriff durch den Duke ernannt wird. Eine Ernennung zum High Sheriff bleibt auch im Falle des Ablebens des Königs oder der Königin bestehen. Dem Monarchen wird grundsätzlich jährlich am 12. November für jedes County eine offizielle Nominierung von drei Personen vorgelegt, von denen er eine für die Amtszeit von einem Jahr zum High Sheriff ernennt. Die Amtsperiode beginnt und endet jeweils am 25. März (Lady Day), der bis 1752 in England und Wales als Neujahrstag galt.
Bis zur britischen Gerichtsprozessreform 2004 wurden die Gerichtsvollzieher des High Courts als Sheriff’s Officers oder kurz Sheriffs bezeichnet, dann wurde der Titel High Court Enforcement Officer (HCEO) eingeführt.

### London
In der City of London gibt es zwei High Sheriffs, die jeweils von der Livery Company gewählt werden. So wie im restlichen England sind auch deren Aufgaben eher zeremoniell und repräsentativ. Ihre Zuständigkeit erstreckt sich nur auf die City. Der High Sheriff von Greater London ist für die restlichen Stadtteile zuständig.

### Schottland
In Schottland sind Sheriffs heutzutage Richter an einem sogenannten Sheriff Court. Sie sind jeweils für einen Sheriffdom genannten Gerichtsbezirk zuständig. 1975 wurde Schottland in insgesamt sechs solcher Gerichtsbezirke unterteilt. Die Sheriffs befassen sich mit einer Vielzahl von Fällen, vor allem aus dem Bereich des Zivil- und Strafrechts. Sie werden auf Empfehlung des Premierministers, der wiederum Empfehlungen von Seiten des ersten Ministers von Schottland erhält, vom Monarchen ernannt.

## Vereinigte Staaten

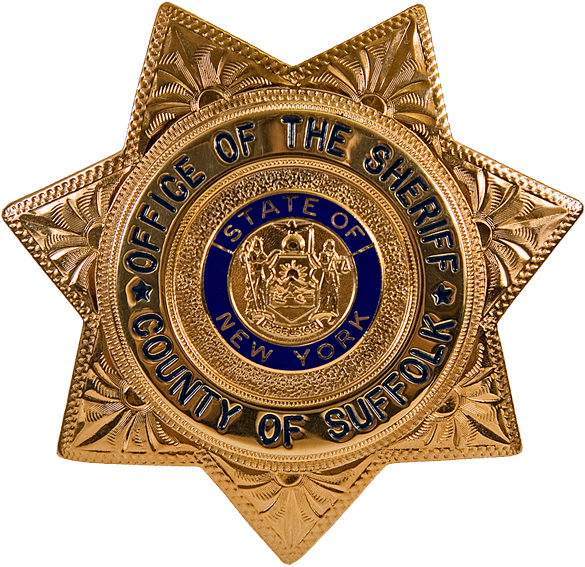
US-amerikanischer Sheriffstern

Hauptartikel: Sheriff (Vereinigte Staaten)
In den Vereinigten Staaten ist ein Sheriff üblicherweise ein auf vier Jahre gewählter Leiter eines Sheriff’s Office, der als Polizeichef eines Countys fungiert. In Städten gibt es teilweise eine eigenständige Polizeibehörde, deren Zuständigkeit aber an der Stadtgrenze endet. Die erste Erwähnung eines Sheriffs als Amtsperson eines Countys auf dem Gebiet der heutigen USA stammt aus dem Jahr 1662.